# 貝克 (加利福尼亞州克恩縣)
貝克（英語：Baker）是位於美國加利福尼亞州克恩縣的一個非建制地區。該地的面積和人口皆未知。

## 地理
貝克的座標為35°02′32″N 117°40′03″W / 35.04222°N 117.66750°W，而該地的平均海拔高度為763米（即2503英尺）。